# Amandine Malabul (série télévisée)
Pour les articles homonymes, voir Amandine Malabul (homonymie).
Amandine Malabul (The Worst Witch) est une série télévisée britannique-canadienne de 53 épisodes de trente minutes chacun et adaptée de la série de livres Amandine Malabul par Jill Murphy (en), et diffusée entre le 22 octobre 1998 et le 24 janvier 2001 sur ITV1. La quatrième et dernière saison se nomme Weirdsister College.
Au Québec, elle a été diffusée à partir du 10 septembre 1999 à la Télévision de Radio-Canada et en Ontario sur TFO, et en France, elle a été diffusée le 9 août 2002 sur Canal J.
En 2005, un spin-off du titre L'École des sorcières (The New Worst Witch (en)) fut diffusée entre le 5 janvier 2005 et le 27 janvier 2007. Un reboot, Amandine Malabul, sorcière maladroite, est diffusée depuis 2017 sur CBBC et sur Netflix internationalement.

## Synopsis
Amandine Malabul est une jeune sorcière, qui va dans une école de sorcière, et se révèle très maladroite dans toutes les choses magiques qu'elle entreprend.

## Distribution

### Étudiants
- Georgina Sherrington (en) (VQ : Violette Chauveau (1-3), Catherine Bonneau (4)) : Amandine Malabul (en) (Mildred Hubble en VO)
- Felicity Jones (1 et 4) et Katy Allen (2 et 3) (VQ : Camille Cyr-Desmarais) : Edith Aigreur (Ethel Hallow en VO)
- Emma Jayne Brown : Maude Mouchetée (1-3) (Maud Moonshine en VO)
- Jessica Fox : Enid Datura (1-3, invitée 4) (Enid Nightshade en VO)
- Holly Rivers : Drusilla Pagaille (1-3) (Drusilla Paddock en VO)
- Joanna Dyce (VQ : Nicole Fontaine) : Rubie Cerisier (1-3) (Ruby Cherrytree en VO)
- Harshna Brahmbhatt (VQ : Lisette Dufour) : Jadou Walli (1-3)
- Charlotte Powell : Harriet Goodcharm (1-2)

### Professeurs
- Kate Duchêne (VQ : Élise Bertrand) : Mlle Arebours ou Harebours (1-3) (Miss Constance Hardbroom en VO)
- Claire Porter (VQ : Natalie Hamel-Roy) : Mlle Imogen Vrille (1-3) (Miss Imogen Drill en VO)
- Clare Coulter (VQ : Élizabeth Chouvalidzé) : Mlle Caquet (1-3) (Miss Amelia Cackle en VO)
- Una Stubbs (VQ : Louise Rémy) : Mlle Bécasse (1-2) (Miss Davina Bat en VO)
- Polly James (en) : Lavinia (Mlle Crochet) (3) (Miss Lavinia Crotchet en VO)

### Acteurs récurrents
- Poppy Gaye (VQ : Christine Bellier) : Griselda Bravoure (1-3) (Griselda Blackwood en VO)
- Julia Malewski (1 et 2) et Emily Stride (3) (VQ : Hélène Mondoux) : Fenella Folavoine (Fenella Feverfew en VO)
- Nicholas Pepper : Charlie Massue (1-3) (Charlie Blossom en VO)
- Berwick Kaler (en) (VQ : Éric Gaudry) : Frank Massue ou Florentin Massue (1) (Frank Blossom en VO)
- Janet Henfrey : Henriette Vermoulu ou Wilhelmina Vermoulu (2-3) (Mistress Hecate Broomhead en VO)
- Sheena Larkin : Mrs Cosie
- Georgia Isla Graham : Clarice Crow
- Paul Child (en) : Barry « Baz » Dragonsbane
- Anthony Hamblin : Gary « Gaz » Grailquest
- Patrick Pearson : M. Aigreur (Mr Hallow en VO)
- Charlotte Knowles : Sybille Aigreur, sœur d'Edith (Sybil Hallow en VO)
- Terrence Hardiman (en) (1 et 3) et Richard Durden (2) : Grand Wizard Egbert Hellibore
- Guy Witcher : Merlin Langstaff
- Annette Badland : Maria Tapioca
- Paul Copley : Algernon Romain Verbe (Algernon Rowan-Webb en VO)
- Rebecca Clarke : Gabrielle Gribouille (3)
- Charmian May (en) (VQ : Claudine Chatel) : Alicia (Mlle Pentangle) (4)
- Jaye Griffiths (VQ : Anne Dorval) : Claire (4)
- Eric Loren (en) : Eddy (4)
- Jenny Galloway (en) (VQ : Danièle Panneton) : Rose (4)
- John Rogan (en) (VQ : Hubert Gagnon) : Jonathan Shakeshaft (4)
- Stephanie Lane : Théodora Cyclope (3-4)
- Bobby Barry (VQ : Martin Watier) : Nick de Lombre (4)
- Sacha Dhawan (VQ : Sylvain Hétu) : Armand (4)
- Kent Riley (es) (VQ : Benoît Éthier) : Tim (4)
- Abeille Gélinas : Alice (4)
- Christian Coulson (VQ : Joël Legendre) : Ben (4)
- Milo Twomey : Guy de Malfeasant (4)
- Tara Hayes : Alison (4)
- Surendra Kochar : Mami Madari (4)
- David Sterne : Joe Denton (4)

 Source et légende : version québécoise (VQ) sur Doublage.qc.ca

## Épisodes

### Première saison (1998-1999)
1. Le Combat au balai (The Battle of the Broomsticks)
2. Festin de minuit (When We Feast at the Midnight Hour)
3. Grenouille ou cochon (A Pig In a Poke)
4. Trouble fête (A Mean Hallowe'en)
5. Voir double, voire trouble (Double, Double, Toil and Trouble)
6. Du nouveau à l'académie (Monkey Business)
7. L'Anniversaire surprise pour Mlle Caquet (Miss Cackle's Birthday Surprise)
8. La grande expédition (The Great Outdoors)
9. Ça chauffe (The Heat is On)
10. Puces et sorcellerie (Sorcery and Chips)
11. C'est du gâteau (Let Them Eat Cake)
12. Beau parleur, petit faiseur (Sweet Talking Guys)
13. Coup de tonnerre dans un ciel bleu (A Bolt from the Blue)

### Deuxième saison (1999-2000)
1. Chapeaux anciens et nouveaux balais (Old Hats and New Brooms)
2. Alarme et diversion (Alarms and Diversions)
3. Une vie de grenouille (It's a Frog's Life)
4. L'Heure du thé (Crumpets for Tea)
5. Inspection à Caquet (The Inspector Calls)
6. Drôle de journée (Animal Magic)
7. Emportés (Carried Away)
8. Le Trésor du dragon (The Dragon's Hoard)
9. Le Génie de la lampe (The Genius of the Lamp)
10. Voler ou ne pas voler (Up in the Air)
11. Les Règles du jeu (Fair Is Foul & Fouls Are Fair)
12. Pouces verts, poussent forts (Green Fingers and Thumbs)
13. Le Bogue du millénaire (The Millennium Bug)

### Troisième saison (2000-2001)
1. Société secrète (Secret Society)
2. Une expérience unique (An Unforgettable Experience)
3. Un choix sorcier (Which Witch is Which?)
4. L'heure des sorcières (The Witchy Hour)
5. À la dure école (Learning the Hard Way)
6. Un projet échevelé (The Hair Witch Project)
7. La geôlière du temps (Just Like Clockwork)
8. Cendrillon en bottines (Cinderella in Boots) [Épisode spécial de Noël]
9. Querelles artistiques (Art Wars)
10. Exercices de pouvoirs (Power Drill)
11. Fusion ? Pas question ! (Better Dead Than Co-ed)
12. La Dernière Corde (The Lost Chord)
13. Griefs et doléances (Unfairground)
14. L'Intruse (The Uninvited)